# Петруньки
Петруньки́ — блокпост Лиманської дирекції Донецької залізниці на лінії Ясинувата — Костянтинівка.
Розташований на південно-західній околиці с. Троїцьке, Покровський район, Донецької області, між станціями Скотувата (7 км) та Фенольна (6 км).

## Історія
10 квітня 2007 року колійний пост Петруньки перекваліфіковано у Блок-пост.
На посту зупиняються лише приміські поїзди.